# Rosa López
Rosa María López Cortés (Peñuelas, Láchar, Granada, Espanha, 14 de janeiro de 1981), mais conhecida como Rosa Lopez é uma cantora, solista espanhola. Ele chegou à fama em 2001 como parte do reality show musical 'Operação Triunfo', ele representou a Espanha em Festival Eurovisão da Canção 2002, com o tema "Viver uma Celebração da Europa". Posteriormente estúdio lançado cinco álbuns, um álbum em DVD e onze singles.
Tem sido atribuído várias vezes durante a sua carreira musical. Estas incluem: "Cadena Dial 2003 o mais artistas do ano" e "ouro antena 2006".

## Biografía

### Home artística e salto à fama
Rosa María López Cortés nasceu em Peñuelas (Granada) em 14 de janeiro de 1981, enquanto a casa, na aldeia de Armilla. Filha de Edward e Francisca López Cortés, tem três irmãos.
Quando eu era um pouco de rosa sonhou em ser uma mais as mulheres negras, foram surpreendidos por 4 anos para a mãe dela cantando uma ranchera mexicana. Ela iniciou sua primeiros passos como cantora com apenas 14 anos, em casamentos, baptizados, comunhões e celebrações do povo da sua terra natal Granada, no fim de semana, com o seu irmão mais novo ao piano e seu pai condução da família van. Ele era membro de várias orquestras, mais tarde criou o Trio Roxa. Foram suas origens musicais com Pedro Molina, partilhando o palco com o primeiro e depois Eva Fernández Susana Guerrero.
Desde jovem admira cantores como Anastacia, Madonna, Donna Summer, Whitney Houston e outros. Em setembro ela foi para o vazamento de um novo reality show em 22 de outubro de 2001, aos 20 anos, foi um dos 16 participantes da primeira edição da Operação Triunfo, em inúmeras galas rosa canta músicas de vários artistas, como "Ausência" entre outros. Sendo um dos favoritos do público. O final da competição foi a seleção de um intérprete para o Eurovision Song Contest. A chamada "Rosa de Espanha venceu a concorrência em 11 de fevereiro de 2002, com 26,6% dos votos, batendo com um público recorde com 10.680.000 telespectadores e 58,8% de participação.
A partir de Abril de 4 a 1. De junho de 2002, 16 participantes ofereceram um tour do OT em Espanha, percorreu 27 cidades em Espanha, com 600.000 bilhetes vendidos, seguida dois dias enchendo o Palau Sant Jordi, em Barcelona e do Estádio Santiago Bernabéu, em Madri. TVE-1 emitido no domingo, 2 de junho de 2002 concerto Bernabéu Stadium, tornando-os mais difundidos assistiu concerto na Espanha, com 5.136.000 milhões de espectadores e 39,5% de participação. A repetição deste Verão concerto na 9 de julho, resultando em 3.174.000 milhões e 27,9% de participação.

## Discografia
- 2002: Rosa
- 2003: Ahora
- 2004: Ojalá
- 2005: Rosa en concierto (DVD)
- 2006: Me siento viva
- 2008: Promesas
- 2009: Propiedad de nadie